# Pavlova Corona
La Pavlova Corona è una struttura geologica della superficie di Venere. Originariamente indicato come cratere, è stato riclassificato come corona nel 1982. Deve il suo nome alla danzatrice e coreografa statunitense Anna Pavlovna Pavlova (in russo Анна Павловна Павлова?).